# ࢤ
Ve point souscrit ‹ ࢤ › est une lettre additionnelle de l’alphabet arabe utilisée dans l’écriture des langues tchadiennes écrites avec l’alphabet national tchadien comme le migaama. Elle est composée d’un ve ‹ ڤ › diacrité d’un point souscrit.

## Utilisation
Dans l’alphabet national tchadien, ‹ ࢤ › représente une consonne battue labio-dentale voisée [ⱱ].